# 2004 Incomparable
A 2004 Incomparable (kínaiul: 2004'无与伦比'演唱会, pinjin: 2004 Wú yǔ lún bǐ yǎn chàng huì, magyaros átírásban: 2004 Vu jü lun pi jan csang huj) Jay Chou tajvani mandopopénekes 2005-ben megjelent második koncertalbuma. A felvételek a 2004 októberi, 40 ezer fős tajpeji koncertjén készültek. Az album két CD-n huszonöt felvételt tartalmaz és DVD verziója is megjelent.

## Felvételek
A felvételeken Chou zongorázik, gitározik és furulyán is játszik.